# 滙豪山
滙豪山（英語：The Forest Hills）位於香港九龍慈雲山蒲崗村道99號，是一棟52層高的單幢式私人住宅，於2008年5月落成，鄰近沙中線鑽石山站及啟德發展項目，發展商為爪哇控股。滙豪山前身為香島中学慈雲山分校，亦是慈雲山十年來的新屋苑。由於建在山丘上，一些單位可以側面觀賞到港島東之景色。
滙豪山的名字源自美国紐約著名的傳統豪宅區「Forest Hills Gardens」，爪哇集團將這元素注入滙豪山，希望以此製造出高級住宅的形象。

## 物業資料

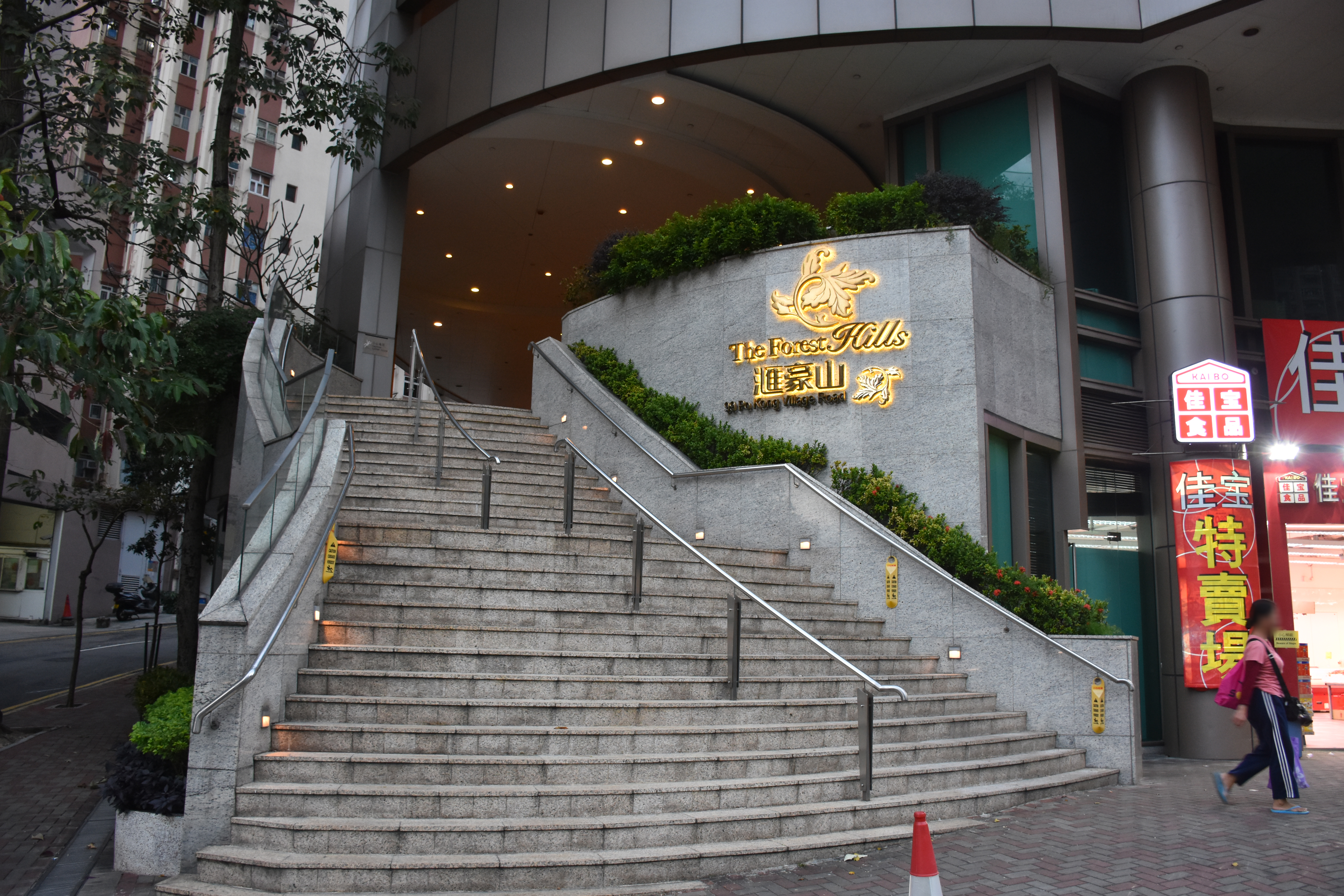
滙豪山主入口

### 地點
滙豪山地址為九龍慈雲山蒲崗村道99號，同時鄰近慈雲山中心等建築。滙豪山亦是位於45區小學校網中。

### 結構
滙豪山為一52層建築（不設4、13、14、24、34、44字樓），合共304個單位（一梯八伙），每伙面積少於1,000平方呎  （页面存档备份，存于），單位間隔分別為2房、3房（3房分2款，其中1款為套房）。而位於51層的單位則超過1,000平方呎，發展商稱為「特色單位」，另52頂層為3層複式單位連天台。

### 設施
- 25米園林游泳池、兒童嬉水池、水力按摩池、熱水池、日光浴平台
- 健身室
- 遊戲室
- 多用途室內運動場
- 品酒廊
- 燒烤場等
- 停車場分2區域，一區域為訪客停車位，二區域為供業主購買的停車位，訪客並不能駛進業主購買的停車區，因進入前須通過另一欄杆。

### 商場
滙豪山設有25,000平方呎名為「Forest Place」「滙豪坊」的商場，商場共有兩層，佳寶食品市場曾租用地下舖位，而上層則由食肆租用，但商場各商戶已於2014年12月遷出。現今佳寶食品超級市場再次遷入，還打算擴充至第二層。

## 交通
港鐵
- █  觀塘綫：黃大仙站（步行15分鐘）
- █  觀塘綫、 █  屯馬綫：鑽石山站（步行20分鐘）

## 参看
- 慈雲山
- 秀芳花園
- 鑽嶺
- 薈鳴